# Байконурская улица (Санкт-Петербург)
Байкону́рская улица — улица в Приморском районе Санкт-Петербурга. Проходит от улицы Генерала Хрулёва до Парашютной улицы параллельно проспекту Сизова.

## История
Название дано 29 декабря 1980 года по космодрому Байконур в ряду других улиц на территории Бывшего Комендантского аэродрома, имена которых связаны с историей отечественной авиации и космонавтики.

## Пересечения
- улица Генерала Хрулёва
- Аэродромная улица
- Богатырский проспект
- проспект Испытателей
- проспект Королёва
- Парашютная улица

## Транспорт
Ближайшие к Байконурской улице станции метро — «Комендантский проспект» и «Пионерская».

## Объекты
- родник питьевой воды (кирпичный бювет и насосная станция) — Байконурская улица, дом 12.
- гипермаркет «О'Кей» — Богатырский проспект, дом 13.
- торгово-развлекательный комплекс «Континент» — дом 14А[2].
- Ленгидропроект — проспект Испытателей, дом 22.
- детско-юношеская спортивная школа олимпийского резерва — проспект Королёва, дом 23.